# Roberto Tacchini
Roberto Tacchini (Rapallo, 14 dicembre 1940) è un ex calciatore italiano, di ruolo centrocampista.

## Statistiche

### Presenze e reti nei club
| Stagione           | Squadra            | Campionato         | Campionato | Campionato |
| Stagione           | Squadra            | Comp               | Pres       | Reti       |
| ------------------ | ------------------ | ------------------ | ---------- | ---------- |
| 1960-1961          | Inter              | A                  | 1          | 0          |
| 1961-1962          | Tevere Roma        | C                  | 14         | 4          |
| 1962-1963          | Tevere Roma        | C                  | 2          | 0          |
| Totale Tevere Roma | Totale Tevere Roma | Totale Tevere Roma | 16         | 4          |
| 1963-1964          | Inter              | A                  | 0          | 0          |
| 1963-1964          | Rapallo            | C                  | 6          | 0          |
| Totale Inter       | Totale Inter       | Totale Inter       | 1          | 0          |
| Totale carriera    | Totale carriera    | Totale carriera    | 23         | 4          |

## Palmarès
Coppa dei Campioni: 1 
Inter: 1963-1964